# Anathallis caudatipetala
Anathallis caudatipetala là một loài thực vật có hoa trong họ Lan. Loài này được (C.Schweinf.) Luer mô tả khoa học đầu tiên năm 2009.